# The Motto (铁斯托和艾娃·马克斯的歌曲)
是提雅斯多和艾娃·马克斯合作，2021年11月5日与音乐录音影一同发布的单曲。

## 合作
提雅斯多认为艾娃·马克斯是令人兴奋的年轻天才，她优美的声音为这首歌增添了层次，并表示迫不及待地想让全世界听到这首歌。而艾娃补充道，当提雅斯多与其分享录音结果时，她无法停止循环播放。

## 音乐录影带
音乐录影带由克利斯殿·布雷斯劳尔（Christian Breslauer）着手执导，讲述了作为主角的现代人艾娃·马克斯，穿越到1920年代参加派对的故事。音乐录影带在MTV Live和纽约时代广场首次亮相。

## 榜单成绩
| 周榜单(2021)                                 | 最高位置 |
| -------------------------------------------- | -------- |
| 奥地利（Ö3四十强单曲榜）                     | 67       |
| 比利时瓦隆（Ultratop五十强单曲榜）           | 43       |
| 加拿大（Canadian Hot 100）                   | 63       |
| 独联体（Tophit独联体电台榜）                 | 121      |
| 捷克（電台百強單曲榜）                       | 77       |
| 捷克（百強數位單曲榜）                       | 74       |
| 德国（德國官方單曲榜）                       | 64       |
| 英國（官方榜单公司單曲榜）                   | 61       |
| 英国（iTunes音乐排行榜）                     | 42       |
| 美国（iTunes音乐排行榜）                     | 46       |
| 德国（iTunes音乐排行榜）                     | 20       |
| 法国（iTunes音乐排行榜）                     | 89       |
| 意大利（iTunes音乐排行榜）                   | 37       |
| 加拿大（iTunes音乐排行榜）                   | 9        |
| 西班牙（iTunes音乐排行榜）                   | 23       |
| 澳大利亚（iTunes音乐排行榜）                 | 21       |
| 巴西（iTunes音乐排行榜）                     | 4        |
| 荷兰（荷蘭四十強單曲榜）                     | 19       |
| 荷兰（百强单曲榜）                           | 31       |
| 波蘭（波蘭百大電台榜）                       | 40       |
| 匈牙利（四十強單曲榜）                       | 20       |
| 愛爾蘭（愛爾蘭唱片音樂協會单曲榜）           | 36       |
| 斯洛伐克（電台百強單曲榜）                   | 62       |
| 英國（官方榜单公司舞曲榜）                   | 20       |
| 乌克兰（Tophit乌克兰电台榜）                 | 95       |
| 瑞士（瑞士热门音乐榜）                       | 57       |
| （Global Dance Chart）                       | 2        |
| （m2o Chart）                                | 9        |
| 美国（《告示牌》Bubbling Under Hot 100）     | 17       |
| 美國（《告示牌》Hot Dance/Electronic Songs） | 4        |